# دامون داش
دامون داش (بالإنجليزية: Damon Dash)‏ هو منتج أفلام ومنتج أسطوانات ومدير مواهب ومالك ملهى ليلي ‏ وملحن وممثل أمريكي، ولد في 3 مايو 1971 بنيويورك في الولايات المتحدة.

## وصلات خارجية
- دامون داش على موقع IMDb (الإنجليزية)
- دامون داش على موقع ألو سيني (الفرنسية)
- دامون داش على موقع ميوزك برينز (الإنجليزية)
- دامون داش على موقع أول موفي (الإنجليزية)
- دامون داش على موقع قاعدة بيانات الأفلام السويدية (السويدية)
- دامون داش على موقع إن إن دي بي (الإنجليزية)
- دامون داش على موقع أول ميوزيك (الإنجليزية)
- دامون داش على موقع ديسكوغز (الإنجليزية)
- دامون داش على موقع قاعدة بيانات الفيلم (الإنجليزية)
- دامون داش على موقع كينوبويسك (الروسية)